# Murrisk
Murrisk (irl. Muraisc) – miasto w hrabstwie Mayo w Irlandii. Położone ok. 8 km na zachód od Westport i 4 km na wschód od Lecanvey w południowej części zatoki Clew.
Murrisk, leżąc u stóp Croagh Patrick, jest punktem startowym dla wszystkich pielgrzymujących na Górę św. Patryka. Każdego roku w ostatnią niedzielę lipca tysiące ludzi wyrusza stąd pokonując kamienistą drogę na szczyt.
W Murrisku znajduje się pomnik upamiętniający klęskę wielkiego głodu w połowie XIX wieku; zaprojektowany przez irlandzkiego rzeźbiarza Johna Behana. Rzeźba przedstawia tzw. statek-trumnę (ang. coffin ship) przepełnioną od umierających ludzi płynących „za chlebem” do Ameryki. Pomnik odsłonięty został przez ówczesną prezydent Irlandii Mary Robinson w lipcu 1997 roku
Ruiny klasztoru w Murrisk (ang. Murrisk Abbey) są pozostałościami klasztoru założonego dla zakonu św. Augustyna w roku 1457 przez ród O’Malley. Klasztor został zamknięty w czasach reformacji w XVI wieku.